# Uriah Heep Live
„Uriah Heep Live“ е първият концертен албум на английската рок група „Юрая Хийп“ от 1973 г.

### Списък на песните
1. Sunrise
2. Sweet Lorraine
3. "Traveller in Time
4. Easy Livin'
5. July Morning
6. Tears in My Eyes
7. Gypsy
8. Circle of Hands
9. Look at Yourself
10. The Magicians Birthday
11. Love Machine
12. Roll Over Beethoven Medley

### Състав на музикантите
- Дейвид Байрън – вокали
- Кен Хенсли – клавишни инструменти, беквокали
- Лий Кърслейк – ударни
- Гари Тейн – бас китара
- Мик Бокс – соло китара